# Michel Queysanne
Pour l’article homonyme, voir Bernard Queysanne.
Michel Queysanne (1913-1996) est un professeur français de mathématiques.

## Diplômes et carrière
Michel Queysanne est un ancien élève de l'École normale supérieure (promotion 1934 à laquelle appartiennent aussi Gustave Choquet, André Revuz et Laurent Schwartz) et agrégé de mathématiques (1937).
À la rentrée 1955, il est nommé sur la chaire de mathématiques spéciales B du lycée Janson-de-Sailly à Paris, nouvellement créée cette année-là : c'est la fameuse « taupe atomique », créée par Georges Guinier, professeur de sciences physiques dans ce même lycée.
À la rentrée universitaire 1962, il est nommé maître-assistant à la faculté des sciences de Paris. Il le restera jusqu'à sa retraite en 1972.
Le physicien Jean-Marc Lévy-Leblond est l'un de ses anciens étudiants (année 1957-1958).

## Descendance
Il est le père du réalisateur Bernard Queysanne.

## Ouvrages
- L'algèbre moderne, PUF, Paris, 1955, 136 p. pour la 8e édition (1972), en collaboration avec André Delachet
- Algèbre, Armand Colin, Paris, 1964, 603 p. pour la 13e édition (1990)
- Dans les années soixante-dix, il codirige avec André Revuz une collection éponyme de manuels pour l'enseignement secondaire aux éditions Fernand Nathan dont il est aussi coauteur pour plusieurs d'entre eux : la collection « Queysanne-Revuz ».